# Lasserre (Lot e Garonna)
Lasserre è un comune francese di 78 abitanti situato nel dipartimento del Lot e Garonna nella regione della Nuova Aquitania.

## Società

### Evoluzione demografica
Abitanti censiti